# Netta peposaca
Il beccoroseo,  fistione beccoroseo, fistione beccorosa, anatra a becco rosso o fistione dal becco rosa (Netta peposaca (Vieillot, 1816))
è un'anatra con un caratteristico becco rosso nei maschi e un becco di color ardesia nelle femmine. Sebbene venga classificato come un'anatra tuffatrice, questo fistione si nutre in maniera più simile ad un'anatra di superficie.
Il nome specifico peposaca deriva dalla latinizzazione dei termini guaranì pepo (ali) e sakã (chiaro, trasparenti), in riferimento alla larga striscia bianca che è visibile soltanto ad ali distese.